# Croix-Caluyau
Croix-Caluyau è un comune francese di 242 abitanti situato nel dipartimento del Nord, nella regione dell'Alta Francia.

## Società

### Evoluzione demografica
Abitanti censiti